# Hygrophila bengalensis
Hygrophila bengalensis är en akantusväxtart som beskrevs av S.K. Mandal, A. Bhattacharjee och A.K. Nayek. Hygrophila bengalensis ingår i släktet Hygrophila och familjen akantusväxter. Inga underarter finns listade i Catalogue of Life.